# Тасмурын
Тасмурын (каз. Тасмұрын) — село в Мангистауском районе Мангистауской области Казахстана. Входит в состав Шайырского сельского округа. Код КАТО — 474649200.

## Население
В 1999 году численность населения села составляла 351 человека (188 мужчин и 163 женщины). По данным переписи 2009 года, в селе проживал 41 человек (22 мужчины и 19 женщин).